# 2146 av. J.-C.
Cette page concerne l'année -2146  du calendrier julien proleptique.

## Événements
- Fin du règne de Xiang, cinquième roi de la Dynastie Xia. Son fils Shao Kang lui succède.